# Litwa na Mistrzostwach Europy w Lekkoatletyce 2016
Litwa na Mistrzostwach Europy w Lekkoatletyce 2016 – reprezentacja Litwy podczas Mistrzostw Europy w Amsterdamie liczyła 19 zawodników (6 mężczyzn i 13 kobiet).

## Występy reprezentantów Litwy

### Mężczyźni

#### Konkurencje biegowe
| Zawodnik          | Konkurencja   | Eliminacje | Eliminacje | Półfinał | Półfinał | Finał    | Finał |
| Zawodnik          | Konkurencja   | Rezultat   | Poz.       | Rezultat | Poz.     | Rezultat | Poz.  |
| ----------------- | ------------- | ---------- | ---------- | -------- | -------- | -------- | ----- |
| Rytis Sakalauskas | bieg na 100 m | 10.37      | 4. q       | 10.40    | 6.       | NQ       | NQ    |
| Remigijus Kančys  | półmaraton    | —          | —          | —        | —        | 1:07:12  | 48.   |

#### Konkurencje techniczne
| Zawodnik          | Konkurencja    | Eliminacje | Eliminacje | Finał    | Finał   |
| Zawodnik          | Konkurencja    | Rezultat   | Pozycja    | Rezultat | Pozycja |
| ----------------- | -------------- | ---------- | ---------- | -------- | ------- |
| Raivydas Stanys   | skok wzwyż     | 2.23       | 17.        | NQ       | NQ      |
| Andrius Gudžius   | rzut dyskiem   | 63.60 =    | 13.        | NQ       | NQ      |
| Eligijus Ruškys   | rzut dyskiem   | NM         | NM         | NQ       | NQ      |
| Edis Matusevičius | rzut oszczepem | 77.86      | 21.        | NQ       | NQ      |

### Kobiety

#### Konkurencje biegowe
| Zawodniczka                  | Konkurencja   | Eliminacje | Eliminacje | Półfinał | Półfinał | Finał    | Finał |
| Zawodniczka                  | Konkurencja   | Rezultat   | Poz.       | Rezultat | Poz.     | Rezultat | Poz.  |
| ---------------------------- | ------------- | ---------- | ---------- | -------- | -------- | -------- | ----- |
| Lina Grinčikaitė Samuolė     | bieg na 100 m | 11.77      | 7.         | NQ       | NQ       | NQ       | NQ    |
| Eglė Balčiūnaitė             | bieg na 800 m | 2:08.14    | 6.         | NQ       | NQ       | NQ       | NQ    |
| Rasa Drazdauskaitė           | półmaraton    | —          | —          | —        | —        | 1:11:47  | 4.    |
| Monika Juodeškaitė           | półmaraton    | —          | —          | —        | —        | 1:17:39  | 63.   |
| Remalda Kergytė-Dauskurdienė | półmaraton    | —          | —          | —        | —        | 1:17:56  | 69.   |
| Diana Lobacevske             | półmaraton    | —          | —          | —        | —        | 1:14:06  | 33.   |

#### Konkurencje techniczne
| Zawodniczka        | Konkurencja    | Eliminacje | Eliminacje | Finał    | Finał   |
| Zawodniczka        | Konkurencja    | Rezultat   | Pozycja    | Rezultat | Pozycja |
| ------------------ | -------------- | ---------- | ---------- | -------- | ------- |
| Airinė Palšytė     | skok wzwyż     | 1.92       | 1. Q       | 1.96     |         |
| Jogailė Petrokaitė | skok w dal     | 6.17       | 23.        | NQ       | NQ      |
| Giedrė Kupstytė    | pchnięcie kulą | 15.63      | 24.        | NQ       | NQ      |
| Zinaida Sendriūtė  | rzut dyskiem   | 58.88      | 14. Q      | 56.17    | 13.     |
| Indrė Jakubaitytė  | rzut oszczepem | NM         | NM         | NQ       | NQ      |
| Liveta Jasiūnaitė  | rzut oszczepem | 58.21      | 11. q      | 53.94    | 12.     |

| Siedmiobój     | Siedmiobój     | Siedmiobój | Siedmiobój | Siedmiobój |
| Zawodniczka    | Konkurencja    | Wynik      | Punkty     | Pozycja    |
| -------------- | -------------- | ---------- | ---------- | ---------- |
| Austra Skujytė | 100 m p.pł.    | 14.25      | 943        | 18.        |
| Austra Skujytė | Skok wzwyż     | 1.80       | 978        | 3.         |
| Austra Skujytė | Pchnięcie kulą | 16.31      | 949        | 1.         |
| Austra Skujytė | 200 m          | 26.69      | 738        | 18.        |
| Austra Skujytė | Skok w dal     | 6.03       | 859        | 10.        |
| Austra Skujytė | Rzut oszczepem | 45.75      | 778        | 12.        |
| Austra Skujytė | 800 m          | DNF        | 0          |            |
| Razem          | Razem          | Razem      | 5245       | 14.        |